# Трі-Крікс (Міссурі)
Трі-Крікс (англ. Three Creeks) — селище (англ. village) в США, в окрузі Воррен штату Міссурі. Населення — 8 осіб (2020).

## Географія
Трі-Крікс розташоване за координатами 38°34′23″ пн. ш. 90°59′34″ зх. д. / 38.57306° пн. ш. 90.99278° зх. д. (38.573008, -90.992736).  За даними Бюро перепису населення США в 2010 році селище мало площу 12,66 км², з яких 12,37 км² — суходіл та 0,29 км² — водойми.

## Демографія
Згідно з переписом 2010 року, у селищі мешкало 6 осіб у 3 домогосподарствах у складі 3 родин. Густота населення становила 0 осіб/км².  Було 3 помешкання (0/км²).
Расовий склад населення:
| - 100,0 % — білих |

До двох чи більше рас належало 0,0 %. Частка іспаномовних становила 0,0 % від усіх жителів.
За віковим діапазоном населення розподілялося таким чином: 0,0 % — особи молодші 18 років, 33,3 % — особи у віці 18—64 років, 66,7 % — особи у віці 65 років та старші. Медіана віку мешканця становила 76,5 року. На 100 осіб жіночої статі у селищі припадало 100,0 чоловіків;  на 100 жінок у віці від 18 років та старших — 100,0 чоловіків також старших 18 років.
Цивільне працевлаштоване населення становило 2 особи. Основні галузі зайнятості: сільське господарство, лісництво, риболовля — 100,0 %.